# Gonatodes concinnatus
Gonatodes concinnatus es una especie de gecko de la familia Sphaerodactylidae. Es de hábitos diurnos y presenta un marcado dimorfismo sexual.

## Distribución geográfica
Se encuentra en Ecuador, Colombia, norte de Venezuela, norte de Perú y posiblemente el noreste de Brasil.